# マーク・ホッパス
マーク・アラン・ホッパス (Mark Allan Hoppus) とは、アメリカ合衆国カリフォルニア州パウェイ出身の音楽家、音楽プロデューサー、ソングライター、司会者である。1972年3月15日生まれ。人気パンクバンド「ブリンク 182」のベーシストとして、その名を世界へ馳せている。

## 人物
1972年3月15日生まれ。明るく、おおらかな性格をもつ。下ネタをよく言う。

トムとともにATTICUS、MACBETHを設立したが、ブリンクの活動休止後に手を引いた。

トラヴィスとともに組んだ新バンド、プラス フォーティーフォー (＋44)で活動している。

幅広い交友関係を持ち、The Ataris、New Found Glory、Simple Plan、MxPx、Vanilla Skyなど様々なアーティストのレコーディングにゲスト参加している。
近年はプロデューサーとしても活動しており、主な作品はNew Found Gloryの「Not Without Fight (2009)」等。Green Dayのマイク・ダーント、Fall Out Boyのピート・ウェンツと同じベーシストとして仲が良いことで有名。

また、フェンダーからシグネチャーモデルが発売されている。ジャズベースのボディーに、プレシジョンベースのピックアップ、コントロールはヴォリュームのみというシンプルかつユニークな仕様になっている。
ボーカルとしては主に低音域やコーラスを担当している。ほとんどはトムと二人で歌っているが、ほぼマーク一人で歌い続ける曲もいくつか存在する。

喫煙者で初期ブリンクのインタビューでは金マルボロを吸っていた。
2021年6月、自身ががん闘病中である事を公表。

## 音楽プロデューサーとしての一面
2005年のブリンク 182活動休止後、マークは本格的にプロデュース業を行い始めるようになる。

モーション・シティ・サウンドトラックのセカンドアルバム『Commit This to Memory (2005)』を皮切りに、次々とポップ・パンクバンドをプロデュースし、複数のヒット作を世に送り出している。

その技量には定評があり、2009年にはニュー・ファウンド・グローリーの『Not Without a Fight』も手掛けるなど、ベテラン勢からの依頼も来ていた。

## ディスコグラフィー

### ブリンク 182名義
- Flyswatter (デモ) (1992)
- Demo #2 (デモ) (1993)
- Buddha (デモ) (1993)
- Cheshire Cat (1994)
- They Came to Conquer... Uranus (EP) (1995)
- Dude Ranch (1997)
- Enema of the State (1999)
- The Mark, Tom, and Travis Show (The Enema Strikes Back!) (2000)
- Take Off Your Pants and Jacket (2001)
- Blink-182 (2003)
- Greatest Hits (2005)
- Neighborhoods (2011)

### +44名義
- When Your Heart Stops Beating (2006)